# Sergei Walerjanowitsch Basarewitsch
Sergei Walerjanowitsch Basarewitsch (russisch Сергей Валерьянович Базаревич; * 16. März 1965 in Moskau, Russische SFSR, Sowjetunion) ist ein russischer Basketballtrainer und ehemaliger sowjetischer und russischer Nationalspieler. Als Spieler wurde Basarewitsch je einmal mit der Sowjetunion und Russland Vizeweltmeister sowie mit Russland Vizeeuropameister. Neben Stationen in seiner Heimat spielte Basarewitsch in verschiedenen europäischen Ligen, zudem 1994 zehn Spiele für die Atlanta Hawks in der US-amerikanischen NBA. Als Trainer war Basarewitsch bisher nur in seiner Heimat tätig und dabei insbesondere in Samara und in seiner Geburtsstadt für Dynamo. Mit Krasnye Krylja (deutsch Rote Flügel) aus Samara gewann er zweimal den russischen Pokalwettbewerb sowie die EuroChallenge 2012/13. Seit 2014 ist er Trainer von Lokomotive Kuban aus Krasnodar.

## Spielerkarriere

### Vereine
Basarewitsch spielte zunächst für den Armeesportklub ZSKA aus seiner Heimatstadt Moskau. Während man von 1983 bis 1984 in der sowjetischen Landesmeisterschaft Žalgiris Kaunas noch auf den zweiten Platz verweisen konnte, erreichte man nach neun Meisterschaften in Serie gegen den litauischen Rivalen von 1985 an dreimal in Folge nur die Vizemeisterschaft. 1988 blieb man siegreich gegen Žalgiris und gewann erneut die Meisterschaft, die dritte zu diesem Zeitpunkt für Basarewitsch mit ZSKA. Er wechselte anschließend zum Lokalrivalen und KGB-Sportverein Dynamo, mit dem er 1990 Vizemeister hinter ZSKA wurde. 1992 erreichte man noch einmal einen dritten Platz in der Meisterschaft der Gemeinschaft Unabhängiger Staaten.
Nachdem er zu Beginn der Saison 1992/93 zum russischen Meister ZSKA zurückgekehrt war, wurde Basarewtisch im Dezember 1992 vom Yıldırım-Sportklub aus Istanbul verpflichtet, einem Neuling in der obersten türkischen Spielklasse Türkiye Basketbol Ligi. Mit neun Siegen aus den letzten sechzehn Ligaspielen erreichte der Verein den Klassenerhalt und die Qualifikationsrunde für die Meisterschafts-Play-offs. Anschließend wechselte Basarewitsch für die Spielzeit 1993/94 zum Sportklub Tofaş aus Bursa, mit dem er in den Viertelfinal-Play-offs um die Meisterschaft ausschied.
Für die Spielzeit 1994/95 wollte Basarewitsch ursprünglich nach Italien wechseln. Nach einer glänzenden Basketball-Weltmeisterschaft 1994, gab ihm der NBA-Klub Atlanta Hawks einen Vertrag. Nach zehn Spielen wurde Basarewitsch jedoch im Dezember wieder entlassen und er wechselte in die spanische Liga ACB zum Verein aus Cáceres. Der Vorjahresfünfte der spanischen Meisterschaft verlor das Halbfinale im Korać-Cup, in dem Basarewitsch aber nicht mehr nachgemeldet werden konnte und daher nicht einsatzberechtigt war, gegen den späteren deutschen Titelgewinner Alba Berlin. In der Meisterschaft verpasste man die Qualifikation für die Play-offs.
Für die Spielzeit 1995/96 kehrte Basarewitsch nach Russland zu Dynamo Moskau zurück, in der man am Ende im fünften und entscheidenden Finalspiel erneut ZSKA in der russischen Meisterschaft unterlegen war. Im Europapokal der Pokalsieger erreichte man das Halbfinale, das gegen den späteren Titelgewinner Taugrés Vitoria verloren ging. In der Saison 1996/97 spielte Basarewitsch erneut für ZSKA, mit dem er die Meisterschaft in Russland gewann. Für die Spielzeit 1997/98 unterschrieb er erneut einen Vertrag in der Türkei, diesmal bei Türk Telekomspor aus Ankara. Hier wurde er jedoch nur in den Spielen der FIBA Europaliga eingesetzt, in der man in der Zwischenrunde ausschied. Im März 1998 kehrte er zu ZSKA zurück und konnte noch einmal die russische Meisterschaft gewinnen.
In der Spielzeit 1998/99 spielte Basarewitsch zunächst in Russland unterklassig, bevor er jedoch zum Jahreswechsel vom italienischen Erstligarückkehrer Union Ginnastica aus Gorizia verpflichtet wurde. Am Ende der Spielzeit landete man wegen des schlechteren direkten Vergleichs auf einem Abstiegsplatz. In der Spielzeit 1999/2000 spielte Basarewitsch in der A1 Ethniki für den griechischen Pokalsieger PAOK aus Thessaloniki. Man erreichte die griechische Vizemeisterschaft hinter Europaliga-Sieger Panathinaikos Athen. In der FIBA-Europaliga selbst war man im Achtelfinale gegen den späteren Finalisten Maccabi Tel Aviv ausgeschieden.
Im Jahr 2000 spaltete sich die Union des Ligues Européennes de Basketball, in der die wichtigsten süd- und westeuropäischen Vereine organisiert waren, von der FIBA ab und gründete eine eigene Europaliga mit dem Namen EuroLeague. Da verschiedene insbesondere osteuropäische Verbände die Abspaltung nicht zulassen wollten und ihren Vereinen die Teilnahme untersagte beziehungsweise diese lieber am ursprünglichen Wettbewerb teilnahmen, gründete eine Investorengruppe einen eigenen russischen Verein Lions mit Sitz in Sankt Petersburg, der nur am EuroLeague-Wettbewerb teilnahm. Basarewitsch war einer der verpflichteten Spieler, konnte aber in der EuroLeague 2000/01 nicht verhindern, dass der Verein in der ersten Gruppenphase ausschied. Anschließend spielte Basarewitsch für Pallacanestro Telit aus dem italienischen Triest unter anderem auch noch in dem FIBA-Wettbewerb Korać-Cup, in dem man im Viertelfinale ausschied. In der Meisterschaft konnte noch der Klassenerhalt erreicht werden.

### Nationalmannschaft
Bereits 1984 gelang Basarewitsch mit der Junioren-Nationalmannschaft der Sowjetunion der Sieg bei der EM. Vier Jahre später wurde er zum ersten Mal in die Nationalmannschaft der Senioren berufen. Sein erstes großes Turnier war die WM 1990 in Argentinien. Bei diesem Turnier gewann er mit der Sowjetunion die Silbermedaille. Das war das letzte große Turnier der sowjetischen Nationalmannschaft. Zu den Olympischen Spielen 1992 trat Basarewitsch im Vereinten Team an. Die Mannschaft aus den Spielern der GUS-Länder blieb ohne Medaille und belegte den 4. Rang. Bei nächsten größeren Turnieren trat Russland als eigenständige  Mannschaft an. Bei der EM 1993 und der WM 1994 errangen die Russen jeweils die Silbermedaillen und Basarewitsch gehörte zu den Führungsspielern seines Teams. Bei der WM 1994 wurde er in das All-Tournament Team gewählt. Dieses war sein erfolgreichstes Jahr in der Nationalmannschaft. Nach einigen Jahren Pause nahm Basarewitsch zum Abschluss seiner Nationalmannschaftskarriere 2000 an den Olympischen Spielen in Sydney teil und belegte dort den 8. Platz.

## Trainerkarriere
Die Trainerkarriere von Basarewitsch begann in der Saison 2001/02 als Spielertrainer von Dynamo Moskau. Seine weiteren Stationen waren die Jugendmannschaft des ZSKA Moskau, anschließend ZSK WWS Samara in der russischen Superliga B. Zum Beginn der Saison 2007/08 bekam Basarewitsch einen Co-Trainer Posten bei Dynamo Moskau. Bei diesem Klub blieb er zunächst als Co- und dann als Chef-Trainer bis zur Auflösung des Klubs 2011. Parallel betreute er die russische U20 als Cheftrainer bei der EM 2008 in Riga und gewann dieses Turnier. Nach der Auflösung von Dynamo wechselte er nach Samara zu Krasnyje Krylja und gewann mit seiner neuen Mannschaft 2012 den russischen Pokal, der jedoch ohne Beteiligung der noch in der EuroLeague tätigen russischen Mannschaften ausgetragen wurde. Nach der Titelverteidigung 2013 im russischen Pokalwettbewerb gewann er 2013 zudem die EuroChallenge. Bei der Titelverteidigung in der EuroChallenge 2013/14 scheiterte man im Viertelfinale am späteren Titelgewinner Grissin Bon Reggio Emilia. Zur Saison 2014/15 wurde Basarewitsch Nachfolger von Jewgeni Paschutin bei Lokomotive Kuban aus Krasnodar.

## Erfolge und Auszeichnungen

### Als Spieler
- Sieger Junioren-EM 1984
- Sieger sowjetische Meisterschaft (3×): 1983, 1984, 1988
- Sieger russische Meisterschaft (2×): 1997, 1998
- WM-Silbermedaillengewinner (2×): 1990, 1994
- EM-Silbermedaillengewinner: 1993
- Mitglied des All-Tournament-Teams bei der WM 1994

### Als Trainer
- Sieger Junioren-EM 2008
- Sieger russischer Pokal (2×): 2012, 2013
- Gewinner der EuroChallenge 2012/13